# حمواتي الستة
حمواتي الستة هو مسلسل هندي تدور أحداثه حول إطار رومانسي. البطلان الأساسيان هما البطل ”شريرانج وينادى بشري” والبطلة تدعى ”جانفى”.

## القصة
شريرانج يعيش مع جدته و5 نساء اخريات وهو يعاملهن مثل امه بالتساوي.هو رجل غني ووسيم حيث يعمل في شركه ملك لجدته .شريرانج يقع في حب جانفي وهي فتاه من اسره متواضعه تعيش مع أبيها وزوجه أبيها وأخيها وتعمل في البنك موظفة عادية .شريرانج يخفي أنه شخص غني جدًا عن جانفي لكنه مع مرور الوقت يكشف السر لها لكن يتبين أن زوجة والد جانفي تكره أسرة شريرانج ولديها سوابق معهم.لكن شريرانج وبعد عده مشاكل يتزوج من حبيبته والتي ستكرهها جده شري .ولكنها ستكسب قلوبهم .وبعد العديد من الاحداث جانفي تتعرض لحادث يجعلها تفقد الذاكرة وتنسى زواجها من شريرانج.
وتمر الاحداث وتعود الذاكرة لجانفي وتصبح حامل .لكن تبدا المشاكل بالظهور مجددا بسبب مدير اخيها الذي يطلب من اخيها “بنتيا” ان يحطم شريرانج ويجعله مذلول امام وسائل الاعلام لانه يكرهه ويهدده بقتل والده .
ياترى ماذا سيفعل شريرانج وجانفي امام كل هذه العوائق ؟
لن تقف القصة عند هذا الحد بل هناك المزيد من المشاكل التي ستجعلهم يتفرقون لكن النهاية سعيده